# Jeremy Ware
Jeremy Ware (Fort Myers, 18 settembre 1986) è un ex giocatore di football americano statunitense.

## Carriera universitaria
Ha giocato con i Michigan State Spartans squadra rappresentativa dell'Università statale del Michigan.

## Carriera professionistica

### Oakland Raiders
Al draft NFL 2010 è stato selezionato dagli Oakland Raiders come 215ª scelta. Il 15 luglio ha firmato un contratto di 4 anni. Ha debuttato nella NFL il 12 settembre contro i Tennessee Titans indossando la maglia numero 23.
È stato impiegato molto poco ma ha fatto registrare un importante intercetto in endzone. Ha saltato la 4ª e 5ª settimana della stagione a causa di un infortunio alla caviglia.
Il 3 settembre 2011 è stato tagliato perché infortunato.

## Statistiche
| Partite totali             | 8 |
| Partite totali da titolare | 0 |
| Tackle totali              | 1 |
| Intercetti fatti           | 1 |
| Fumble forzati             | 0 |
| Fumble recuperati          | 0 |